# Список воинов, закрывших своим телом амбразуру в годы Великой Отечественной войны
- За основу взят список из книги Коваленко, Сгибнев, 1980. Внесены уточнения и дополнения по наградным документам и другим источникам. По состоянию на конец 2015 года, на основании проведенной поисково-исследовательской работы смоленского историка Бортаковского Т. В. отраженной в его книге «Остаться в живых. Неизвестные страницы Великой Отечественной» (М.: Вече, 2015. — 286 с. — ISBN 978-5-4444-3590-8) установлено предварительное, но далеко не окончательное, число воинов, закрывших своим телом амбразуру в годы Великой Отечественной войны — 211 человек. Причем 7 из них, по словам автора, ещё требуют детального подтверждения и тщательной проверки.
- В № 6-7 за 1992 год «Военно-исторического журнала» было указано число воинов—«матросовцев» в 215 человек, почти совпадающее с данными Т. В. Бортаковского (там же содержалась и развёрнутая критика по иным цифрам)[1] Начиная с этого номера вплоть до № 7 за 1994 год журнал публиковал биографии воинов, закрывших собой амбразуры.
- В № 3 за 2001 год «Военно-исторического журнала» опубликована статья о готовящейся к изданию книги Н. Н. Смирнова о «матросовцах», в которой было сказано о том, что в ней будут биографии 402 воинов, совершивших аналогичный подвиг.[2] Такая книга под названием «Самопожертвование на Великой Отечественной войне (1941—1945 гг.)» была издана в 2002 году и переиздана в 2005 году[3].
- В книге «Бессмертное племя матросовцев» была информация о 341 герое-«матросовце»; ряд авторов более поздних публикаций критиковали её за значительное количество непроверенного материала (включались данные о воинах по материалам военной печати того времени, не нашедших подтверждения при их проверке).[4] Иное количество воинов, совершивших аналогичный подвиг (без их поимённых списков), указывалось и в других публикациях в разное время: 159[5], 174[6], 200[7], 284 [8], 386[9].
- Зелёным цветом выделены 7 человек, оставшиеся в живых после совершения подвига.
- Жёлтым цветом выделены случаи, по которым имеется расхождение в деталях подвига с другими источниками.

| №   | Ф. И. О.                            | Звание                       | Должность                                        | Формирование | Дата совершения подвига | Награда |
| --- | ----------------------------------- | ---------------------------- | ------------------------------------------------ | --- | ----------------------- | --- |
| 1   | Абатуров, Анфим Иванович            | старший сержант              | помощник командира взвода                        | 222-я стрелковая дивизия 787-й стрелковый полк                                                                     | 03.02.1945              | Орден Отечественной войны I степени                                                                                                   |
| 2   | Аверьянов, Николай Филиппович       | красноармеец                 | стрелок                                          | 124-я стрелковая дивизия 406-й стрелковый полк                                                                     | 05.10.1942              | Орден Красного Знамени |
| 3   | Аветисян, Унан Мкртичович           | старший сержант              | помощник командира взвода                        | 89-я стрелковая дивизия 390-й стрелковый полк                                                                      | 16.09.1943              | Герой Советского Союза |
| 4   | Аврамков, Прокопий Иванович         | сержант                      | командир отделения                               | 319-я стрелковая дивизия 1344-й стрелковый полк                                                                    | 22.01.1944              | Герой Советского Союза |
| 5   | Адаменко, Иван Диомидович           | гвардии старший сержант      | помощник командира взвода                        | 109-я гвардейская стрелковая дивизия 309-й гвардейский стрелковый полк                                             | 16.10.1944              | Герой Советского Союза |
| 6   | Акифьев, Сергей Иванович            | красноармеец                 | командир отделения                               | 356-я стрелковая дивизия 1181-й стрелковый полк                                                                    | 22.09.1943              | Герой Советского Союза |
| 7   | Акмалетдинов, Нургали Салахович     | сержант                      | командир отделения                               | 255-я стрелковая дивизия 115-я отдельная разведрота                                                                | 22.02.1945              | — |
| 8   | Аксенов, Виктор Иванович            | младший сержант              | заряжающий СУ-76                                 | 5-й танковый корпус 1551-й самоходный артиллерийский полк                                                          | 19.07.1944              | Орден Отечественной войны I степени                                                                                                   |
| 9   | Алексеев, Николай Александрович     | старший сержант              | командир отделения                               | 138-я стрелковая дивизия 650-й стрелковый полк                                                                     | 07.03.1945              | Орден Отечественной войны II степени — 29.04.1945                                                                                     |
| 10  | Ананченко, Даниил Антонович         | младший сержант              | разведчик                                        | 5-я стрелковая дивизия 28-я отдельная разведрота                                                                   | 23.01.1945              | Герой Советского Союза |
| 11  | Аракелян, Сурен Сумбатович          | старший сержант              | командир отделения                               | 89-я стрелковая дивизия 526-й стрелковый полк                                                                      | 23.09.1944              | Герой Советского Союза |
| 12  | Артюхов, Пётр Дмитриевич            | гвардии сержант              | командир отделения                               | 18-я гвардейская стрелковая дивизия 51-й гвардейский стрелковый полк                                               | 13.03.1945              | Орден Отечественной войны II степени                                                                                                  |
| 13  | Асадов, Герай Лятиф оглы            | гвардии сержант              | стрелок                                          | 93-я гвардейская стрелковая дивизия 281-й гвардейский стрелковый полк                                              | 12.10.1944              | Герой Советского Союза |
| 14  | Бабин, Иван Васильевич              | гвардии младший сержант      | командир отделения                               | 1-я гвардейская кавалерийская дивизия 5-й гвардейский кавалерийский полк                                           | 13.09.1944              | Герой Советского Союза |
| 15  | Баймагамбетов, Султан Биржанович    | старший сержант              | командир отделения                               | 43-я стрелковая дивизия 147-й стрелковый полк                                                                      | 25.07.1943              | Герой Советского Союза |
| 16  | Банников, Пётр Иванович             | старший сержант              | помощник командира взвода                        | 46-я армия 206-я отдельная армейская штрафная рота                                                                 | 20.08.1944              | Орден Отечественной войны I степени                                                                                                   |
| 17  | Барбашев, Пётр Парфёнович           | младший сержант              | командир отделения                               | Орджоникидзевская дивизия войск НКВД 34-й мотострелковый полк                                                      | 09.11.1942              | Герой Советского Союза |
| 18  | Барсуков, Иван Михайлович           | младший политрук             | политрук роты                                    | 378-я стрелковая дивизия 1254-й стрелковый полк                                                                    | 08.08.1942              | Орден Отечественной войны I степени                                                                                                   |
| 19  | Баторов, Иннокентий Николаевич      | красноармеец                 | парторг роты                                     | 205-я танковая бригада мотострелковый батальон                                                                     | 10.08.1945              | Орден Отечественной войны I степени — 06.05.1965                                                                                      |
| 20  | Белинский, Ефим Семёнович           | лейтенант                    | командир разведвзвода                            | 32-я стрелковая дивизия 133-й артиллерийский полк                                                                  | 16.12.1944              | Герой Советского Союза |
| 21  | Беломутов, Григорий Тихонович       | красноармеец                 | стрелок                                          | 121-я стрелковая дивизия 705-й стрелковый полк                                                                     | 18.10.1943              | звание ГСС уже имел на момент подвига                                                                                                 |
| 22  | Белуш, Михаил Андреевич             | —                            | подрывник                                        | Первомайская партизанская бригада партизанский отряд «Октябрь»                                                     | 16.06.1944              | Орден Отечественной войны I степени                                                                                                   |
| 23  | Беляков, Василий Герасимович        | ефрейтор                     | командир отделения                               | 10-я стрелковая дивизия внутренних войск НКВД СССР 272-й стрелковый полк                                           | 04.09.1942              | Орден Ленина |
| 24  | Блохин, Виктор Алексеевич           | сержант                      | командир отделения                               | 90-я стрелковая дивизия 173-й стрелковый полк                                                                      | 14.06.1944              | Герой Советского Союза |
| 25  | Богдан, Яков Иванович               | старший лейтенант            | командир стрелковой роты                         | 128-я стрелковая дивизия 533-й стрелковый полк                                                                     | 13.01.1943              | Медаль «За отвагу» |
| 26  | Борисов, Иван Васильевич            | младший сержант              | командир отделения                               | 312-я стрелковая дивизия 1079-й стрелковый полк                                                                    | 17.04.1945              | Орден Отечественной войны I степени                                                                                                   |
| 27  | Борисов, Леонид Николаевич          | гвардии старший лейтенант    | командир роты                                    | 78-я гвардейская стрелковая дивизия 228-й гвардейский стрелковый полк                                              | 01.02.1945              | Герой Советского Союза |
| 28  | Брагин, Пётр Дмитриевич             | старший сержант              | командир отделения                               | 134-я стрелковая дивизия 629-й стрелковый полк                                                                     | 30.05.1943              | Орден Отечественной войны I степени                                                                                                   |
| 29  | Бульба, Василий Прокопьевич         | ефрейтор                     | стрелок                                          | 293-я стрелковая дивизия 1034-й стрелковый полк                                                                    | 17.08.1945              | Орден Отечественной войны I степени                                                                                                   |
| 30  | Бумагин, Иосиф Романович            | лейтенант                    | командир пулемётного взвода                      | 135-я стрелковая дивизия 396-й стрелковый полк                                                                     | 24.04.1945              | Герой Советского Союза |
| 31  | Буюклы, Антон Ефимович              | старший сержант              | командир пулемётного расчёта                     | 79-я стрелковая дивизия 165-й стрелковый полк                                                                      | 14.08.1945              | Герой Советского Союза |
| 32  | Валиулов, Салахутдин Халиулович     | старший сержант              | помощник командира взвода                        | 255-я бригада морской пехоты 142-й отдельный стрелковый батальон                                                   | 10.09.1943              | Орден Отечественной войны I степени                                                                                                   |
| 33  | Варламов, Николай Гаврилович        | сержант                      | командир отделения                               | 27-я стрелковая дивизия 239-й стрелковый полк                                                                      | 25.07.1943              | Герой Советского Союза |
| 34  | Васильев, Александр Николаевич      | гвардии красноармеец         | стрелок                                          | 84-я гвардейская стрелковая дивизия 247-й гвардейский стрелковый полк                                              | 23.06.1944              | Орден Ленина |
| 35  | Васильковский, Вячеслав Викторович  | сержант                      | командир отделения                               | 185-я стрелковая дивизия 1319-й стрелковый полк                                                                    | 06.12.1941              | Орден Ленина |
| 36  | Ващенко, Алексей Егорович           | красноармеец                 | автоматчик                                       | 10-я стрелковая дивизия внутренних войск НКВД СССР 272-й стрелковый полк                                           | 05.09.1942              | Орден Ленина |
| 37  | Вирко, Сергей Васильевич            | гвардии младший сержант      | пулемётчик                                       | 83-я гвардейская стрелковая дивизия 252-й гвардейский стрелковый полк                                              | 04.02.1945              | Орден Отечественной войны I степени                                                                                                   |
| 38  | Войлоков, Иван Гаврилович           | гвардии сержант              | командир пулемётного расчёта                     | 25-я гвардейская стрелковая дивизия 81-й гвардейский стрелковый полк                                               | 13.01.1943              | Орден Отечественной войны I степени — 15.02.1968                                                                                      |
| 39  | Волков, Александр Иванович          | гвардии младший лейтенант    | командир взвода                                  | 45-я гвардейская стрелковая дивизия 131-й гвардейский стрелковый полк                                              | 15.01.1944              | Герой Советского Союза |
| 40  | Габдрахманов, Кутуз Габдрахманович  | гвардии старший лейтенант    | командир роты                                    | 58-я гвардейская стрелковая дивизия 175-й гвардейский стрелковый полк                                              | 09.02.1944              | — |
| 41  | Газин, Василий Петрович             | красноармеец                 | стрелок                                          | 160-я стрелковая дивизия 1293-й стрелковый полк                                                                    | 18.07.1944              | Герой Советского Союза |
| 42  | Галаган, Николай Васильевич         | гвардии красноармеец         | стрелок                                          | 15-я гвардейская стрелковая дивизия 47-й гвардейский стрелковый полк                                               | 07.03.1944              | — |
| 43  | Гафиатуллин, Газинур Гафиатуллович  | сержант                      | заместитель командир отделения                   | 37-я стрелковая дивизия 20-й стрелковый полк                                                                       | 14.01.1944              | Герой Советского Союза |
| 44  | Герасименко, Иван Саввич            | сержант                      | командир отделения                               | 225-я стрелковая дивизия 299-й стрелковый полк                                                                     | 29.01.1942              | Герой Советского Союза |
| 45  | Головня, Никита Семёнович           | гвардии старший сержант      | заместитель командира взвода                     | 2-я гвардейская мотострелковая дивизия 4-й гвардейский мотострелковый полк                                         | 23.08.1942              | Орден Отечественной войны I степени                                                                                                   |
| 46  | Голубков, Николай Николаевич        | старшина 1-й статьи          | командир отделения комендоров-зенитчиков         | Амурская военная флотилия плавучая зенитная батарея «ПВО-1232»                                                     | 09.08.1945              | Герой Советского Союза |
| 47  | Горбач, Феодосий Родионович         | гвардии младший сержант      | командир отделения                               | 8-й гвардейский механизированный корпус 19-я гвардейская механизированная бригада                                  | 29.01.1945              | Герой Советского Союза |
| 48  | Грибанов, Николай Васильевич        | младший сержант              | командир отделения                               | 166-я стрелковая дивизия 423-й стрелковый полк                                                                     | 16.10.1944              | Герой Советского Союза |
| 49  | Григорьев, Георгий Степанович       | гвардии сержант              | разведчик                                        | 91-я гвардейская стрелковая дивизия 94-я гвардейская отдельная разведрота                                          | 20.01.1944              | Герой Советского Союза |
| 50  | Губайдуллин, Миннигали Хабибуллович | гвардии лейтенант            | командир пулемётного взвода                      | 109-я гвардейская стрелковая дивизия 309-й гвардейский стрелковый полк                                             | 08.03.1944              | Герой Советского Союза |
| 51  | Гужвин, Пётр Кузьмич                | младший лейтенант            | командир взвода                                  | 11-я стрелковая дивизия войск НКВД 276-й стрелковый полк                                                           | 21.11.1942              | Герой Советского Союза |
| 52  | Гутченко, Пётр Лавреньевич          | политрук                     | заместитель политрука полка                      | 76-я стрелковая дивизия 93-й стрелковый полк                                                                       | 18.08.1942              | Орден Ленина |
| 53  | Данильченко, Александр Иванович     | сержант                      | командир отделения                               | 12-я бригада морской пехоты Северного флота 614-я отдельная штрафная рота                                          | 10.10.1944              | Орден Отечественной войны II степени                                                                                                  |
| 54  | Денисов, Григорий Панкратович       | сержант                      | помощник командира взвода                        | 219-я стрелковая дивизия 727-й стрелковый полк                                                                     | 24.12.1944              | Орден Отечественной войны I степени                                                                                                   |
| 55  | Дернов, Пётр Сергеевич              | гвардии красноармеец         | автоматчик                                       | 5-я гвардейская кавалерийская дивизия 24-й гвардейский кавалерийский полк                                          | 24.01.1945              | Герой Советского Союза |
| 56  | Дзигунский, Михаил Яковлевич        | лейтенант                    | командир взвода                                  | 417-я стрелковая дивизия 1372-й стрелковый полк                                                                    | 07.05.1944              | Герой Советского Союза |
| 57  | Ежков, Иван Степанович,             | сержант                      | помощник командира взвода                        | 153-я стрелковая дивизия 563-й стрелковый полк                                                                     | 26.06.1944              | Орден Отечественной войны I степени — 01.08.1944 Орден Отечественной войны I степени — 28.11.1944 Герой Советского Союза — 24.03.1945 |
| 58  | Емельяненко, Константин Викторович  | гвардии красноармеец         | командир отделения                               | 110-я гвардейская стрелковая дивизия 313-й гвардейский стрелковый полк                                             | 23.11.1943              | — |
| 59  | Ермак, Владимир Иванович,           | красноармеец                 | стрелок                                          | 14 отдельный штрафной батальон Ленинградского фронта                                                               | 19.07.1943              | Орден Красного Знамени — 05.08.1943 Герой Советского Союза — 21.02.1944                                                               |
| 60  | Живов, Анатолий Павлович            | красноармеец                 | телефонист взвода связи                          | 302-я стрелковая дивизия 827-й стрелковый полк                                                                     | 04.04.1944              | Герой Советского Союза |
| 61  | Жуйков, Николай Петрович            | лейтенант                    | командир пулемётного взвода                      | 161-й укреплённый район 13-й отдельный пулемётно-артиллерийский батальон                                           | 01.03.1944              | Орден Ленина |
| 62  | Забуров, Иван Сергеевич             | гвардии лейтенант            | командир стрелковой роты                         | 34-я гвардейская стрелковая дивизия 103-й гвардейский стрелковый полк                                              | 21.11.1942              | — |
| 63  | Зайцев, Иван Степанович             | сержант                      | командир отделения                               | 301-я стрелковая дивизия 1050-й стрелковый полк                                                                    | 16.04.1945              | Герой Советского Союза |
| 64  | Зайцев, Павел Михайлович            | старший сержант              | командир отделения                               | 50-я стрелковая дивизия 359-й стрелковый полк                                                                      | 30.01.1945              | Герой Советского Союза |
| 65  | Зарипов, Хафис Зарипович            | гвардии сержант              | командир пулемётного расчёта                     | 1-й гвардейский укреплённый район 10-й гвардейский отдельный пулемётно-артиллерийский батальон                     | 22.08.1944              | Орден Отечественной войны I степени                                                                                                   |
| 66  | Зотов, Пётр Николаевич              | гвардии младший сержант      | командир стрелкового отделения                   | 385-я стрелковая дивизия 1270-й стрелковый полк                                                                    | 19.04.1945              | Орден Красного Знамени |
| 67  | Зубков, Пётр Семёнович              | младший лейтенант            | командир взвода                                  | Балтийский флот 1-й отдельный особый лыжный полк                                                                   | 15.02.1942              | — |
| 68  | Зюльков, Пётр Маркович              | лейтенант                    | командир взвода управления батареи               | 544-й миномётный полк                                                                                              | 27.06.1944              | Герой Советского Союза |
| 69  | Иванов, Александр Иванович          | младший лейтенант            | комсорг батальона                                | 229-я стрелковая дивизия 811-й стрелковый полк                                                                     | 03.02.1945              | Герой Советского Союза |
| 70  | Ивченко, Михаил Лаврентьевич        | гвардии ефрейтор             | снайпер                                          | 10-я гвардейская стрелковая дивизия 28-й гвардейский стрелковый полк                                               | 07.10.1944              | Герой Советского Союза |
| 71  | Идрисов, Нух Идрисович              | лейтенант                    | командир взвода                                  | 313-я стрелковая дивизия 1070-й стрелковый полк                                                                    | 27.07.1944              | Орден Отечественной войны I степени                                                                                                   |
| 72  | Ильичёв, Пётр Иванович              | краснофлотец                 | рулевой сторожевого катера «СК-253»              | Петропавловская военно-морская база 6-й дивизион сторожевых кораблей                                               | 18.08.1945              | Герой Советского Союза — 01.09.1958                                                                                                   |
| 73  | Исаев, Алексей Петрович             | сержант                      | командир отделения автоматчиков                  | 180-я стрелковая дивизия 42-й стрелковый полк                                                                      | 22.01.1945              | Герой Советского Союза |
| 74  | Искалиев, Сундуткали                | красноармеец                 | автоматчик                                       | 169-я стрелковая дивизия 556-й стрелковый полк                                                                     | 24.06.1944              | Герой Советского Союза |
| 75  | Кавторадзе, Адам Кашлович           | красноармеец                 | автоматчик                                       | 291-я стрелковая дивизия 181-й стрелковый полк                                                                     | 20.01.1944              | Орден Отечественной войны I степени                                                                                                   |
| 76  | Калинин, Алексей Николаевич         | старший сержант              | помощник командира взвода                        | 232-я стрелковая дивизия 764-й стрелковый полк                                                                     | 09.08.1943              | Герой Советского Союза |
| 77  | Калинкин, Михаил Герасимович        | капитан                      | командир роты                                    | 3-я армия 175-я отдельная штрафная рота                                                                            | 22.11.1943              | Герой Советского Союза |
| 78  | Калоев, Александр Александрович     | гвардии красноармеец         | автоматчик                                       | 9-я гвардейская кавалерийская дивизия 32-й гвардейский кавалерийский полк                                          | 03.11.1943              | Орден Отечественной войны I степени — 18.05.1944 Герой Советского Союза — 05.05.1991                                                  |
| 79  | Каракулов, Джуман                   | гвардии красноармеец         | автоматчик                                       | 128-я гвардейская горнострелковая дивизия 327-й гвардейский горнострелковый полк                                   | 18.10.1944              | Герой Советского Союза |
| 80  | Карелин, Пётр Григорьевич           | гвардии лейтенант            | командир стрелковой роты                         | 3-я гвардейская стрелковая дивизия 9-й гвардейский стрелковый полк                                                 | 08.04.1944              | Герой Советского Союза |
| 81  | Карпешин, Василий Фёдорович         | сержант                      | командир пулемётного расчёта                     | 68-я механизированная бригада 1-й мотострелковый батальон                                                          | 29.11.1943              | — |
| 82  | Карташов, Арсентий Максимович       | гвардии красноармеец         | автоматчик                                       | 69-я гвардейская стрелковая дивизия 208-й гвардейский стрелковый полк                                              | 05.10.1943              | — |
| 83  | Карханин, Иван Михайлович           | красноармеец                 | разведчик                                        | 169-я стрелковая дивизия 434-й стрелковый полк                                                                     | 08.11.1942              | Орден Красной Звезды |
| 84  | Каширин, Алексей Иванович           | младший сержант              | командир отделения                               | 417-я стрелковая дивизия 1372-й стрелковый полк                                                                    | 23.01.1945              | Герой Советского Союза |
| 85  | Кириченко, Александр Поликарпович   | политрук                     | заместитель командира роты по политической части | 30-я стрелковая дивизия 168-й стрелковый полк                                                                      | 09.11.1942              | Герой Советского Союза |
| 86  | Киров, Александр Данилович          | младший сержант              | командир отделения                               | 188-я стрелковая дивизия 523-й стрелковый полк                                                                     | 25.10.1943              | Орден Отечественной войны I степени — 23.10.1980                                                                                      |
| 87  | Клепач, Алексей Иванович            | краснофлотец                 | автоматчик                                       | 12-я бригада морской пехоты Северного флота                                                                        | 10.10.1944              | Орден Отечественной войны II степени                                                                                                  |
| 88  | Клюев, Иван Васильевич              | старшина                     | заместитель командира взвода                     | 313-я стрелковая дивизия 1072-й стрелковый полк                                                                    | 26.06.1944              | — |
| 89  | Коваленко, Сергей Анисимович        | красноармеец                 | стрелок                                          | 225-я стрелковая дивизия 299-й стрелковый полк                                                                     | 01.02.1945              | Герой Советского Союза |
| 90  | Колесник, Василий Степанович        | ефрейтор                     | сапёр                                            | 112-й укреплённый район 75-й отдельный пулемётный батальон                                                         | 10.08.1945              | Герой Советского Союза |
| 91  | Колозян, Геворк Агабекович          | —                            | партизан                                         | 23-я штурмовая бригада «Гуидо Боскалья» им. Гарибальди (Италия)                                                    | 25.06.1944              | Медаль «За воинскую доблесть» (Италия) — 19.06.1957                                                                                   |
| 92  | Коломиец, Алексей Семёнович         | младший лейтенант            | командир стрелкового взвода                      | 385-я стрелковая дивизия 1270-й стрелковый полк                                                                    | 15.08.1943              | Орден Отечественной войны II степени                                                                                                  |
| 93  | Колюжный, Николай Александрович     | младший лейтенант            | командир взвода                                  | 197-я стрелковая дивизия 828-й стрелковый полк                                                                     | 18.02.1945              | Герой Советского Союза |
| 94  | Комар, Анатолий Григорьевич         | красноармеец                 | разведчик                                        | 252-я стрелковая дивизия 332-я отдельная разведрота                                                                | 24.11.1943              | Орден Отечественной войны II степени 06.04.1985                                                                                       |
| 95  | Кондратьев, Леонтий Васильевич      | старшина                     | помощник командира взвода                        | 395-я стрелковая дивизия 723-й стрелковый полк                                                                     | 30.10.1942              | Герой Советского Союза |
| 96  | Копанцов, Алексей Петрович          | младший сержант              | командир отделения                               | 316-я стрелковая дивизия 1073-й стрелковый полк                                                                    | 11.12.1944              | Орден Отечественной войны I степени                                                                                                   |
| 97  | Коробчук, Александр Кондратьевич    | гвардии старший сержант      | командир отделения                               | 87-я гвардейская стрелковая дивизия 262-й гвардейский стрелковый полк                                              | 12.04.1944              | Герой Советского Союза |
| 98  | Коровин, Илья Семёнович             | сержант                      | командир отделения                               | 90-я стрелковая дивизия 286-й стрелковый полк                                                                      | 17.03.1944              | Герой Советского Союза |
| 99  | Коровин, Сергей Артёмович           | гвардии красноармеец         | разведчик                                        | 87-я гвардейская стрелковая дивизия 90-я гвардейская отдельная разведрота                                          | 01.03.1945              | Орден Отечественной войны I степени                                                                                                   |
| 100 | Костенко, Павел Иванович            | главный старшина             | помощник командира взвода                        | 255-я морская стрелковая бригада 142-й отдельный батальон морской пехоты                                           | 11.01.1944              | Герой Советского Союза |
| 101 | Костючек, Пётр Васильевич           | гвардии красноармеец         | телефонист взвода связи                          | 77-я гвардейская стрелковая дивизия 218-й гвардейский стрелковый полк                                              | 15.01.1945              | Герой Советского Союза |
| 102 | Кочнев, Степан Иванович             | младший лейтенант            | командир взвода                                  | 61-я стрелковая дивизия 66-й стрелковый полк                                                                       | 31.12.1943              | Орден Отечественной войны II степени                                                                                                  |
| 103 | Кравченко, Леонтий Гаврилович       | красноармеец                 | пулемётчик                                       | 109-й укреплённый район 105-й пулемётный батальон                                                                  | 11.08.1945              | Орден Отечественной войны II степени                                                                                                  |
| 104 | Крамаренко, Алексей Филиппович      | сержант                      | командир отделения                               | береговая оборона главной базы Северного флота 125-й полк морской пехоты                                           | 14.10.1944              | Орден Отечественной войны I степени                                                                                                   |
| 105 | Красилов, Александр Семёнович       | красноармеец                 | стрелок                                          | 225-я стрелковая дивизия 299-й стрелковый полк                                                                     | 29.01.1942              | Герой Советского Союза |
| 106 | Краснояров, Клавдий Карпович        | красноармеец                 | стрелок                                          | 356-я стрелковая дивизия 1181-й стрелковый полк                                                                    | 23.09.1943              | Герой Советского Союза |
| 107 | Крыжановский, Дмитрий Евдокимович   | старший сержант              | командир отделения                               | 295-я стрелковая дивизия 352-я отдельная разведрота                                                                | 24.07.1944              | Орден Отечественной войны I степени                                                                                                   |
| 108 | Кузнецов, Дмитрий Аркадьевич        | младший лейтенант            | комсорг батальона                                | 61-й стрелковый корпус 23-й отдельный штурмовой батальон                                                           | 14.01.1945              | Герой Советского Союза |
| 109 | Кузуб, Павел Степанович             | гвардии сержант              | разведчик                                        | 110-я гвардейская стрелковая дивизия 106-я гвардейская отдельная разведрота                                        | 09.10.1943              | Герой Советского Союза |
| 110 | Кукунин, Сергей Александрович,      | гвардии красноармеец         | пулемётчик                                       | 11-я гвардейская стрелковая дивизия 40-й гвардейский стрелковый полк                                               | 12.07.1943              | Орден Отечественной войны I степени — 11.08.1943 Герой Советского Союза — 04.06.1944                                                  |
| 111 | Куликов, Алексей Александрович      | ефрейтор                     | заместитель командира отделения роты ПТР         | 97-я стрелковая дивизия 69-й стрелковый полк                                                                       | 22.09.1943              | Герой Советского Союза |
| 112 | Куликов, Иван Николаевич            | гвардии красноармеец         | стрелок                                          | 64-я гвардейская стрелковая дивизия 191-й гвардейский стрелковый полк                                              | 16.01.1944              | Герой Советского Союза |
| 113 | Кумуков, Халмурза Сахатгереевич     | красноармеец                 | стрелок                                          | 263-я стрелковая дивизия 993-й стрелковый полк                                                                     | 25.08.1943              | Герой Советского Союза 04.10.1990 |
| 114 | Кунавин, Григорий Павлович          | ефрейтор                     | помощник командир взвода                         | 307-я стрелковая дивизия 1021-й стрелковый полк                                                                    | 26.07.1944              | Герой Советского Союза |
| 115 | Кундер, Якоб Мартинович             | лейтенант                    | командир роты                                    | 7-я стрелковая дивизия 300-й стрелковый полк                                                                       | 18.03.1945              | Герой Советского Союза |
| 116 | Куприянов, Пётр Иванович            | ефрейтор                     | разведчик                                        | 53-я мотострелковая бригада 3-й мотострелковый батальон                                                            | 02.11.1944              | Герой Советского Союза |
| 117 | Курочкин, Тимофей Петрович          | старший сержант              | помощник командира взвода                        | 8-я гвардейская кавалерийская дивизия 256-й кавалерийский полк                                                     | 21.01.1943              | Орден Красного Знамени — 07.06.1943 Герой Советского Союза — 10.01.1944                                                               |
| 118 | Кутрухин, Константин Прокофьевич    | гвардии сержант              | командир отделения                               | 51-я гвардейская стрелковая дивизия 156-й гвардейский стрелковый полк                                              | 27.06.1944              | Герой Советского Союза |
| 119 | Лаар, Иосиф Иосифович               | гвардии красноармеец         | командир отделения                               | 2-я гвардейская стрелковая дивизия 15-й гвардейский стрелковый полк                                                | 07.08.1943              | Герой Советского Союза |
| 120 | Лабутин, Пётр Иванович              | красноармеец                 | сапёр                                            | 189-я стрелковая дивизия 366-й отдельный сапёрный батальон                                                         | 13.09.1942              | Орден Красного Знамени |
| 121 | Лебедев, Алексей Фёдорович          | младший лейтенант            | командир взвода                                  | 409-я стрелковая дивизия 677-й стрелковый полк                                                                     | 06.01.1945              | Герой Советского Союза |
| 122 | Лебедев, Борис Алексеевич           | гвардии младший лейтенант    | командир взвода                                  | 7-я гвардейская стрелковая дивизия 14-й гвардейский стрелковый полк                                                | 26.09.1944              | Герой Советского Союза |
| 123 | Леваков, Владимир Иванович          | младший лейтенант            | командир взвода                                  | 266-я стрелковая дивизия 1006-й стрелковый полк                                                                    | 20.01.1945              | Герой Советского Союза |
| 124 | Левин, Абрам Исаакович              | красноармеец                 | стрелок                                          | 158-я стрелковая дивизия 879-й стрелковый полк                                                                     | 22.02.1942              | Орден Отечественной войны I степени (1967)                                                                                            |
| 125 | Липатов, Николай Дмитриевич         | красноармеец                 | старший телефонист батареи                       | 160-я стрелковая дивизия 973-й артиллерийский полк                                                                 | 13.08.1944              | Герой Советского Союза |
| 126 | Ломакин, Алексей Максимович         | гвардии красноармеец         | стрелок                                          | 77-я гвардейская стрелковая дивизия 215-й гвардейский стрелковый полк                                              | 12.07.1943              | Герой Советского Союза |
| 127 | Лоскутов, Василий Павлович          | старший сержант              | командир отделения                               | 378-я стрелковая дивизия 1258-й стрелковый полк                                                                    | 23.11.1944              | Герой Советского Союза |
| 128 | Лукьянов, Михаил Павлович,          | лейтенант                    | командир взвода                                  | 91-я отдельная стрелковая бригада 2-й стрелковый батальон                                                          | 27.02.1943              | — |
| 129 | Мазилин, Филипп Николаевич          | старший сержант              | командир расчёта пулемёта                        | 161-й укреплённый район 13-й отдельный пулемётно-артиллерийский батальон                                           | 01.03.1944              | Орден Ленина |
| 130 | Майборский, Владимир Петрович       | красноармеец                 | пулемётчик                                       | 24-я стрелковая дивизия 7-й стрелковый полк                                                                        | 13.07.1944              | Герой Советского Союза |
| 131 | Майборода, Иван Иванович            | гвардии красноармеец         | стрелок                                          | 5-я гвардейская мотострелковая бригада                                                                             | 07.09.1943              | — |
| 132 | Майсурадзе, Георгий Васильевич      | красноармеец                 | стрелок                                          | 81-я стрелковая дивизия 519-й стрелковый полк                                                                      | 09.10.1943              | Герой Советского Союза |
| 133 | Манита, Архип Самойлович            | гвардии сержант              | командир отделения                               | 89-я гвардейская стрелковая дивизия 270-й гвардейский стрелковый полк                                              | 23.04.1945              | Герой Советского Союза |
| 134 | Матросов, Александр Матвеевич       | красноармеец                 | автоматчик                                       | 91-я отдельная стрелковая бригада 2-й стрелковый батальон                                                          | 27.02.1943              | Герой Советского Союза |
| 135 | Межов, Михаил Васильевич            | красноармеец                 | стрелок                                          | 26-я стрелковая дивизия 349-й стрелковый полк                                                                      | 17.07.1942              | Орден Ленина |
| 136 | Меркулов, Иван Данилович,           | младший сержант              | пулемётчик                                       | 26-я стрелковая дивизия 312-й стрелковый полк                                                                      | 22.02.1944              | Орден Отечественной войны I степени — 12.08.1944 Герой Советского Союза — 15.05.1946                                                  |
| 137 | Мирошник, Николай Владимирович      | гвардии ефрейтор             | стрелок                                          | 37-я гвардейская стрелковая дивизия 118-й гвардейский стрелковый полк                                              | 15.07.1944              | Орден Отечественной войны I степени                                                                                                   |
| 138 | Мирошниченко, Пётр Афанасьевич      | лейтенант                    | командир взвода разведки                         | 170-я стрелковая дивизия 717-й стрелковый полк                                                                     | 01.01.1944              | Герой Советского Союза |
| 139 | Молдагалиев, Жангас                 | гвардии лейтенант            | командир роты                                    | 39-я гвардейская стрелковая дивизия 120-й гвардейский стрелковый полк                                              | 01.11.1943              | Герой Советского Союза |
| 140 | Молев, Николай Георгиевич           | красноармеец                 | автоматчик                                       | 1-я отдельная моторазведрота при разведотделе штаба 3-го Белорусского фронта                                       | 01.03.1945              | Герой Советского Союза |
| 141 | Молодцов, Дмитрий Семёнович         | гвардии красноармеец         | стрелок                                          | 136-я стрелковая дивизия 270-й стрелковый полк                                                                     | 13.01.1943              | Герой Советского Союза |
| 142 | Мустейкис, Леонид Иванович          | старший сержант              | электрик-прожекторист                            | 348-й отдельный пулемётный батальон морской пехоты Северного флота                                                 | 10.10.1944              | Орден Отечественной войны II степени                                                                                                  |
| 143 | Мясников, Александр Павлович        | краснофлотец                 | комсорг батальона                                | 4-я бригада морской пехоты Балтийского флота                                                                       | 22.09.1941              | — |
| 144 | Недвижай, Иван Макарович            | младший сержант              | командир отделения разведки                      | 242-я горнострелковая дивизия 897-й горнострелковый полк                                                           | 19.09.1944              | Герой Советского Союза |
| 145 | Новицкий, Николай Михайлович        | гвардии старший сержант      | командир отделения                               | 32-я гвардейская стрелковая дивизия 82-й гвардейский стрелковый полк                                               | 10.10.1942              | Герой Советского Союза |
| 146 | Носуля, Николай Васильевич          | сержант                      | командир отделения                               | 266-я стрелковая дивизия 1006-й стрелковый полк                                                                    | 20.01.1945              | Герой Советского Союза |
| 147 | Овчинников, Григорий Семёнович      | красноармеец                 | парторг батальона                                | 18-я армия 81-я отдельная морская стрелковая бригада                                                               | 25.07.1943              | Герой Советского Союза |
| 148 | Овчинников, Пётр Иванович           | младший сержант              | командир отделения                               | 59-й Хасанский пограничный отряд 3-я пограничная застава «Сопочная»                                                | 09.08.1945              | Орден Отечественной войны I степени                                                                                                   |
| 149 | Окинский, Иосиф Иосифович           | красноармеец                 | разведчик                                        | 276-я стрелковая дивизия 372-я отдельная разведрота                                                                | 20.05.1944              | Орден Отечественной войны I степени                                                                                                   |
| 150 | Окороков, Дмитрий Иванович          | сержант                      | командир пулемётного расчёта                     | 130-я стрелковая дивизия 371-й стрелковый полк                                                                     | 23.02.1942              | Орден Ленина |
| 151 | Ольшевский, Михаил Николаевич       | гвардии красноармеец         | пулемётчик                                       | 41-я гвардейская стрелковая дивизия 126-й гвардейский стрелковый полк                                              | 25.11.1944              | Орден Красного Знамени |
| 152 | Омаров, Омар Кадир оглы             | красноармеец                 | пулемётчик                                       | 77-я стрелковая дивизия 276-й стрелковый полк                                                                      | 28.11.1943              | — |
| 153 | Оразалинов, Сабалак                 | ефрейтор                     | стрелок                                          | 131-я стрелковая дивизия 482-й стрелковый полк                                                                     | 18.11.1944              | Орден Отечественной войны I степени — 06.04.1985                                                                                      |
| 154 | Орешков, Сергей Николаевич          | гвардии младший лейтенант    | командир взвода                                  | 41-я гвардейская стрелковая дивизия 124-й гвардейский стрелковый полк                                              | 16.08.1943              | Герой Советского Союза |
| 155 | Островский, Тимофей Климентьевич    | гвардии лейтенант            | командир взвода                                  | 45-я гвардейская стрелковая дивизия 131-й гвардейский стрелковый полк                                              | 22.07.1943              | Орден Отечественной войны I степени                                                                                                   |
| 156 | Ощепков, Андрей Иванович            | гвардии старший сержант      | командир отделения                               | 10-я гвардейская механизированная бригада 2-й мотострелковый батальон                                              | 24.08.1943              | Герой Советского Союза |
| 157 | Падерин, Яков Николаевич            | красноармеец                 | стрелок                                          | 355-я стрелковая дивизия 1186-й стрелковый полк                                                                    | 27.12.1941              | Герой Советского Союза |
| 158 | Панарин, Афанасий Леонтьевич,       | младший лейтенант            | командир взвода                                  | 112-я стрелковая дивизия 524-й стрелковый полк                                                                     | 26.03.1943              | — |
| 159 | Панкратов, Александр Константинович | младший политрук             | политрук роты                                    | 28-я танковая дивизия 125-й танковый полк                                                                          | 24.08.1941              | Герой Советского Союза |
| 160 | Паршин, Михаил Артамонович          | красноармеец                 | телефонист                                       | 31-я истребительно-противотанковая артиллерийская бригада 1849-й истребительно-противотанковый артиллерийский полк | 18.09.1944              | Герой Советского Союза |
| 161 | Патрашков, Михаил Яковлевич         | младший сержант              | наводчик пулемёта                                | 39-я стрелковая дивизия 254-й стрелковый полк                                                                      | 14.08.1945              | — |
| 162 | Пачулия, Владимир Дигович           | красноармеец                 | стрелок                                          | 271-я стрелковая дивизия 867-й стрелковый полк                                                                     | 25.05.1944              | Орден Отечественной войны I степени                                                                                                   |
| 163 | Пеньков, Григорий Иванович          | гвардии красноармеец         | стрелок                                          | 15-я гвардейская стрелковая дивизия 50-й гвардейский стрелковый полк                                               | 14.01.1943              | — |
| 164 | Петриашвили, Василий Петрович       | младший лейтенант            | командир взвода                                  | 383-я стрелковая дивизия 696-й стрелковый полк                                                                     | 03.02.1942              | Орден Красного Знамени |
| 165 | Перов, Иван Ефимович                | гвардии старший сержант      | помощник командира взвода                        | 77-я гвардейская стрелковая дивизия 215-й гвардейский стрелковый полк                                              | 14.01.1945              | Орден Отечественной войны I степени                                                                                                   |
| 166 | Печерских, Александр Михайлович     | старший сержант              | командир стрелкового отделения                   | 76-я стрелковая дивизия 207-й стрелковый полк                                                                      | 10.10.1942              | Орден Красного Знамени |
| 167 | Пешехонов, Василий Иванович         | гвардии младший сержант      | заместитель командира отделения                  | 13-я гвардейская танковая бригада рота ПТР                                                                         | 20.01.1945              | Герой Советского Союза |
| 168 | Пигорев, Николай Григорьевич        | гвардии красноармеец         | автоматчик                                       | 20-я гвардейская механизированная бригада 3-я гвардейская отдельная разведрота                                     | 21.3.1944               | Герой Советского Союза |
| 169 | Пилипенко, Яков Лаврентьевич,       | гвардии красноармеец         | стрелок                                          | 23-я гвардейская стрелковая дивизия отдельный лыжный батальон                                                      | 01.02.1944              | — |
| 170 | Погодаев, Степан Борисович          | старший сержант              | командир отделения                               | 263-я стрелковая дивизия 997-й стрелковый полк                                                                     | 09.05.1944              | Герой Советского Союза |
| 171 | Покальчук, Александр Антонович      | младший лейтенант            | командир взвода                                  | 76-я стрелковая дивизия 93-й стрелковый полк                                                                       | 18.08.1943              | Орден Ленина |
| 172 | Полин, Алексей Владимирович         | красноармеец                 | разведчик                                        | 395-я стрелковая дивизия 714-й стрелковый полк                                                                     | 26.02.1944              | Герой Советского Союза |
| 173 | Попов, Василий Григорьевич          | сержант                      | помощник командира взвода                        | Северный оборонительный район 349-й отдельный пулемётный батальон                                                  | 13.10.1944              | Орден Отечественной войны II степени                                                                                                  |
| 174 | Попов, Георгий Евдокимович          | красноармеец                 | автоматчик                                       | 98-й отдельный пулемётный батальон 106-го укрепрайона                                                              | 09.08.1945              | Герой Советского Союза |
| 175 | Постольников, Григорий Николаевич   | гвардии красноармеец         | разведчик                                        | 8-я гвардейская стрелковая дивизия 15-я гвардейская отдельная разведрота                                           | 23.01.1944              | Орден Отечественной войны I степени                                                                                                   |
| 176 | Приступа, Иван Степанович           | красноармеец                 | стрелок                                          | 136-я стрелковая дивизия 270-й стрелковый полк                                                                     | 04.09.1942              | Орден Отечественной войны I степени — 1983 г.                                                                                         |
| 177 | Прокатов, Василий Николаевич        | сержант                      | командир отделения                               | 350-я стрелковая дивизия 1180-й стрелковый полк                                                                    | 12.12.1942              | Герой Советского Союза |
| 178 | Прокопчук, Алексей Григорьевич      | -                            | партизан                                         | партизанская дивизия им. Щорса                                                                                     | 14.01.1944              | — |
| 179 | Прохоров, Зинон Филиппович          | гвардии лейтенант            | командир взвода                                  | 81-я гвардейская стрелковая дивизия 235-й гвардейский стрелковый полк                                              | 19.09.1944              | Герой Советского Союза |
| 180 | Прохоров, Иван Иванович             | гвардии красноармеец         | сабельник                                        | 14-я гвардейская кавалерийская дивизия 56-й гвардейский кавалерийский полк                                         | 11.02.1945              | Герой Советского Союза |
| 181 | Пудовкин, Павел Григорьевич         | старший сержант              | помощник командира взвода                        | 248-я стрелковая дивизия 905-й стрелковый полк                                                                     | 19.08.1943              | Герой Советского Союза |
| 182 | Райз, Товье Хаймович                | гвардии сержант              | командир отделения                               | 17-я гвардейская стрелковая дивизия 45-й гвардейский стрелковый полк                                               | 17.10.1944              | Орден Славы III степени |
| 183 | Ригачин, Николай Иванович           | гвардии красноармеец         | разведчик                                        | 95-я гвардейская стрелковая дивизия 287-й гвардейский стрелковый полк                                              | 21.01.1945              | Герой Советского Союза |
| 184 | Роман, Сергей Демьянович            | гвардии красноармеец         | стрелок                                          | 55-я гвардейская стрелковая дивизия 168-й гвардейский стрелковый полк                                              | 24.06.1944              | Герой Советского Союза |
| 185 | Ростомян, Аповен Васильевич         | гвардии сержант              | командир отделения                               | 15-я гвардейская стрелковая дивизия 44-й гвардейский стрелковый полк                                               | 18.01.1945              | Герой Советского Союза |
| 186 | Рустемов, Таштемир                  | красноармеец                 | стрелок                                          | 312-я стрелковая дивизия 1083-й стрелковый полк                                                                    | 12.08.1943              | Герой Советского Союза |
| 187 | Рытиков, Леонид Иванович            | сержант                      | командир отделения                               | 351-я стрелковая дивизия 1159-й стрелковый полк                                                                    | 14.02.1945              | Герой Советского Союза |
| 188 | Савченко, Василий Прокофьевич       | гвардии красноармеец         | разведчик                                        | 10-я гвардейская кавалерийская дивизия 36-й гвардейский кавалерийский полк                                         | 28.03.1945              | — |
| 189 | Салимов, Абдулла                    | красноармеец                 | пулемётчик                                       | 248-я стрелковая дивизия 902-й стрелковый полк                                                                     | 19.08.1943              | Орден Отечественной войны I степени                                                                                                   |
| 190 | Самойленко, Пётр Иванович           | старший лейтенант            | командир роты                                    | 26-й стрелковый полк войск НКВД                                                                                    | 17.11.1942              | Орден Красного Знамени |
| 191 | Санников, Михаил Семёнович          | старший сержант              | командир отделения                               | 46-я армия 127-я отдельная армейская штрафная рота                                                                 | 20.08.1944              | Герой Советского Союза |
| 192 | Сахнов, Андрей Васильевич           | красноармеец                 | комсорг батальона                                | 196-я стрелковая дивизия 884-й стрелковый полк                                                                     | 23.01.1944              | Орден Отечественной войны I степени                                                                                                   |
| 193 | Селезнёв, Михаил Григорьевич        | сержант                      | командир отделения                               | 399-я стрелковая дивизия 1348-й стрелковый полк                                                                    | 30.06.1944              | Герой Советского Союза |
| 194 | Сердюков, Николай Филиппович        | гвардии младший сержант      | командир отделения                               | 15-я гвардейская стрелковая дивизия 44-й гвардейский стрелковый полк                                               | 13.01.1943              | Герой Советского Союза |
| 195 | Синёв, Яков Михайлович              | гвардии красноармеец         | автоматчик                                       | 9-я гвардейская стрелковая бригада отдельный батальон автоматчиков                                                 | 17.04.1943              | Герой Советского Союза |
| 196 | Скуридин, Иван Куприянович          | старший сержант              | командир отделения                               | 98-я стрелковая дивизия 4-й стрелковый полк                                                                        | 17.01.1944              | Герой Советского Союза |
| 197 | Смирнов, Владимир Ефимович          | гвардии старший сержант      | командир отделения                               | 9-я гвардейская стрелковая дивизия отдельный лыжный батальон                                                       | 14.11.1943              | Герой Советского Союза |
| 198 | Снигирев, Иван Александрович        | сержант                      | пулемётчик разведроты                            | 66-я механизированная бригада 8-го механизированного корпуса                                                       | 06.12.1943              | Орден Отечественной войны I степени                                                                                                   |
| 199 | Соколов, Фёдор Николаевич           | краснофлотец                 | автоматчик                                       | береговая оборона главной базы Северного флота 125-й полк морской пехоты                                           | 14.10.1944              | Орден Отечественной войны II степени                                                                                                  |
| 200 | Соловьёв, Василий Иванович          | гвардии красноармеец         | стрелок                                          | 9-я гвардейская стрелковая дивизия 31-й гвардейский стрелковый полк                                                | 28.08.1943              | Герой Советского Союза |
| 201 | Солтыс, Ион Сидорович               | красноармеец                 | пулемётчик                                       | 116-я стрелковая дивизия 548-й стрелковый полк                                                                     | 11.02.1945              | Герой Советского Союза |
| 202 | Сосновский, Николай Данилович       | красноармеец                 | пулемётчик                                       | 26-я стрелковая дивизия 312-й стрелковый полк                                                                      | 24.09.1941              | Орден Ленина — 06.11.1947 |
| 203 | Спиваков, Меер Еремеевич            | лейтенант                    | командир роты                                    | 164-я стрелковая дивизия 742-й стрелковый полк                                                                     | 05.08.1944              | — |
| 204 | Стефанов, Дмитрий Никитович         | гвардии младший лейтенант    | командир взвода                                  | 27-я гвардейская стрелковая дивизия 83-й гвардейский стрелковый полк                                               | 14.10.1943              | Герой Советского Союза |
| 205 | Строков, Александр Данилович        | гвардии красноармеец         | пулемётчик                                       | 25-я гвардейская стрелковая дивизия 81-й гвардейский стрелковый полк                                               | 13.01.1943              | — |
| 206 | Султанов, Карим                     | гвардии сержант              | командир отделения                               | 52-я гвардейская стрелковая дивизия 155-й гвардейский стрелковый полк                                              | 04.03.1945              | Орден Отечественной войны I степени                                                                                                   |
| 207 | Сурков, Василий Иванович            | красноармеец                 | автоматчик                                       | 270-я стрелковая дивизия 975-й стрелковый полк                                                                     | 13.09.1943              | Герой Советского Союза |
| 208 | Сухамбаев, Агадил                   | красноармеец                 | командир отделения                               | 174 стрелковая дивизия 628 стрелковый полк                                                                         | 24.03.1945              | Герой Советского Союза |
| 209 | Суханов, Иван Кузьмич               | красноармеец                 | разведчик                                        | 168-я стрелковая дивизия 462-й стрелковый полк                                                                     | 27.08.1942              | Орден Красного Знамени |
| 210 | Сытник, Владимир Михайлович         | красноармеец                 | сапёр                                            | 12-я штурмовая инженерно-сапёрная бригада 58-й отдельный инженерно-сапёрный батальон                               | 27.01.1945              | Герой Советского Союза |
| 211 | Талалушкин, Николай Степанович      | красноармеец                 | стрелок                                          | 197-я стрелковая дивизия 862-й стрелковый полк                                                                     | 27.07.1943              | Герой Советского Союза |
| 212 | Тарасов, Пётр Михайлович            | гвардии капитан              | заместитель командира батальона                  | 121-я гвардейская стрелковая дивизия 340-й гвардейский стрелковый полк                                             | 02.03.1944              | Герой Советского Союза |
| 213 | Тартаковский, Григорий Борисович    | старшина                     | старшина роты                                    | 276-я стрелковая дивизия 871-й стрелковый полк                                                                     | 02.08.1943              | Орден Отечественной войны I степени                                                                                                   |
| 214 | Типанов, Александр Фёдорович        | гвардии красноармеец         | пулемётчик                                       | 64-я гвардейская стрелковая дивизия 191-й гвардейский стрелковый полк                                              | 18.01.1944              | Герой Советского Союза |
| 215 | Ткаченко, Григорий Тихонович        | ефрейтор                     | курсант                                          | 38-й армия 8-й армейский запасной стрелковый полк                                                                  | 18.01.1944              | Герой Советского Союза |
| 216 | Тулебердиев, Чолпонбай              | гвардии красноармеец         | стрелок                                          | 89-я гвардейская стрелковая дивизия 273-й гвардейский стрелковый полк                                              | 06.08.1942              | Герой Советского Союза |
| 217 | Тупицын, Леонтий Яковлевич          | красноармеец                 | стрелок                                          | 268-я стрелковая дивизия 947-й стрелковый полк                                                                     | 24.01.1944              | Герой Российской Федерации — 06.05.1994                                                                                               |
| 218 | Тюменбаев, Акматша,                 | гвардии красноармеец         | стрелок                                          | 23-я гвардейская стрелковая дивизия отдельный лыжный батальон                                                      | 01.02.1944              | — |
| 219 | Удодов, Александр Абрамович         | красноармеец                 | автоматчик                                       | 263-я стрелковая дивизия 997-й стрелковый полк                                                                     | 09.05.1944              | Герой Советского Союза |
| 220 | Уличный, Николай Иванович           | красноармеец                 | стрелок                                          | 176-я стрелковая дивизия 404-й стрелковый полк                                                                     | 19.12.1942              | Орден Красного Знамени |
| 221 | Ушков, Дмитрий Константинович       | ефрейтор                     | стрелок                                          | 10-я стрелковая дивизия 98-й стрелковый полк                                                                       | 13.06.1944              | Герой Советского Союза |
| 222 | Фирсов, Александр Яковлевич         | младший сержант              | заместитель командира отделения                  | 384-я стрелковая дивизия 567-й стрелковый полк                                                                     | 11.08.1945              | Герой Советского Союза |
| 223 | Фонягин, Александр Иванович         | красноармеец                 | стрелок                                          | 367-я стрелковая дивизия 1217-й стрелковый полк                                                                    | 30.06.1943              | Орден Красного Знамени |
| 224 | Харченко, Семён Андреевич           | гвардии младший лейтенант    | командир взвода                                  | 49-я гвардейская стрелковая дивизия 147-й гвардейский стрелковый полк                                              | 12.03.1944              | Герой Советского Союза |
| 225 | Холод, Михаил Мефодиевич            | красноармеец                 | автоматчик                                       | 101-я танковая бригада моторизованный батальон автоматчиков                                                        | 16.08.1944              | Герой Советского Союза |
| 226 | Цуюков, Борис Иванович              | гвардии младший сержант      | командир отделения                               | 40-я гвардейская стрелковая дивизия 119-й гвардейский стрелковый полк                                              | 13.11.1944              | — |
| 227 | Черемнов, Леонтий Арсентьевич       | красноармеец                 | стрелок                                          | 225-я стрелковая дивизия 299-й артиллерийский полк                                                                 | 29.01.1942              | Герой Советского Союза |
| 228 | Чуйков, Александр Васильевич        | лейтенант                    | командир взвода разведки                         | 154-я стрелковая дивизия 437-й стрелковый полк                                                                     | 08.08.1943              | Орден Отечественной войны II степени                                                                                                  |
| 229 | Шавалиев, Борис Ганиевич            | гвардии сержант              | командир отделения                               | 31-я гвардейская стрелковая дивизия 95-й гвардейский стрелковый полк                                               | 23.06.1944              | Орден Отечественной войны II степени                                                                                                  |
| 230 | Шапкин, Николай Павлович            | красноармеец                 | курсант                                          | 163-я стрелковая дивизия отдельная учебная стрелковая рота                                                         | 18.12.1944              | Герой Советского Союза |
| 231 | Шевляков, Николай Степанович        | младший лейтенант            | командир взвода                                  | 348-я стрелковая дивизия 1174-й стрелковый полк                                                                    | 25.12.1941              | Герой Советского Союза |
| 232 | Шевченко, Александр Евсеевич        | сержант                      | командир стрелкового отделения                   | 180-я стрелковая дивизия 21-й стрелковый полк                                                                      | 20.08.1944              | Герой Советского Союза |
| 233 | Шемигон, Алексей Родионович         | лейтенант                    | командир роты                                    | 111-я стрелковая дивизия 468-й стрелковый полк                                                                     | 20.08.1944              | Герой Советского Союза |
| 234 | Шершнева, Римма Ивановна            | -                            | разведчица                                       | партизанский отряд имени Гастелло                                                                                  | 24.11.1942              | Орден Красного Знамени |
| 235 | Шомин, Александр Константинович     | старший сержант              | помощник командира взвода                        | 323-я стрелковая дивизия 1090-й стрелковый полк                                                                    | 26.06.1944              | Герой Советского Союза |
| 236 | Шушин, Иван Фёдорович               | гвардии красноармеец         | пулемётчик                                       | 63-я гвардейская стрелковая дивизия 192-й гвардейский стрелковый полк                                              | 24.07.1943              | Герой Советского Союза |
| 237 | Эрджигитов, Туйчи                   | красноармеец                 | автоматчик                                       | 281-я стрелковая дивизия) 1064-й стрелковый полк                                                                   | 05.10.1943              | Герой Советского Союза |
| 238 | Южаков, Максим Платонович           | гвардии красноармеец         | связной командира батальона                      | 45-я гвардейская стрелковая дивизия 129-й гвардейский стрелковый полк                                              | 14.02.1944              | Орден Отечественной войны I степени                                                                                                   |
| 239 | Юркин, Сергей Фёдорович             | гвардии красноармеец         | стрелок                                          | 1-я гвардейская мотострелковая дивизия 1-й гвардейский мотострелковый полк                                         | 04.09.1942              | Орден Отечественной войны I степени                                                                                                   |
| 240 | Юсупов, Сайфулла Гайфуловичч        | краснофлотец                 | разведчик                                        | 318-я стрелковая дивизия 1331 стрелковый полк 143-й отдельный батальон морской пехоты                              | 07.08.1943              | Орден Отечественной войны I степени                                                                                                   |
| 241 | Юшков, Михаил Афанасьевич           | гвардии красноармеец         | разведчик                                        | 4-я гвардейская кавалерийская дивизия 11-й гвардейский кавалерийский полк                                          | 01.03.1945              | Герой Советского Союза |
| 242 | Яковлев, Василий Артамонович        | гвардии красноармеец         | снайпер                                          | 79-я гвардейская стрелковая дивизия 220-й гвардейский стрелковый полк                                              | 14.01.1945              | — |
| 243 | Ястребцев, Виктор Иванович          | сержант                      | помощник командир взвода                         | 350-я стрелковая дивизия 1178-й стрелковый полк                                                                    | 20.02.1944              | Герой Советского Союза |
|     |                                     |                              |                                                  | |                         | |
| 1   | Абызов, Михаил Петрович             | старшина                     | старшина роты                                    | 303-я стрелковая дивизия 849-й стрелковый полк                                                                     | 19.07.1942              | Орден Красного Знамени |
| 2   | Афанасьев, Николай Афанасьевич      | старший сержант              | командир отделения                               | 178-я стрелковая дивизия учебный батальон                                                                          | 29.01.1943              | Орден Красной Звезды |
| 3   | Банников, Борис Фёдорович           | красноармеец                 | стрелок                                          | 193-я стрелковая дивизия 883-й стрелковый полк                                                                     | 15.10.1943              | Герой Советского Союза |
| 4   | Белобородов, Валентин Андреевич     | лейтенант                    | командир взвода                                  | 252-я стрелковая дивизия 954-й стрелковый полк                                                                     | 23.08.1944              | Орден Отечественной войны II степени                                                                                                  |
| 6   | Бобрецов, Пётр Иванович             | старший сержант              | помощник командира взвода                        | 12-я бригада морской пехоты Северного флота 614-я отдельная штрафная рота                                          | 10.10.1944              | Орден Отечественной войны II степени                                                                                                  |
| 7   | Бобров, Николай Александрович       | сержант                      | командир отделения взвода разведки               | 48-я стрелковая дивизия отдельный лыжный батальон                                                                  | 16.01.1944              | Орден Красного Знамени |
| 8   | Бовкун, Михаил Кузьмич              | лейтенант                    | командир стрелкового взвода                      | 141-я стрелковая дивизия 796-й стрелковый полк                                                                     | 17.07.1942              | Орден Ленина |
| 9   | Бурмистров, Иван Иванович           | сержант                      | снайпер                                          | 377-я стрелковая дивизия 1247-й стрелковый полк                                                                    | 30.09.1943              | Медаль «За отвагу» (СССР) |
| 10  | Вавилов, Геннадий Сергеевич         | красноармеец                 | стрелок                                          | 141-я стрелковая дивизия 796-й стрелковый полк                                                                     | 15.07.1942              | Орден Ленина |
| 11  | Вершинин, Иван Иванович             | сержант                      | командир отделения разведки                      | 80-я стрелковая дивизия лыжный батальон                                                                            | 17.1.1944               | Орден Отечественной войны II степени                                                                                                  |
| 12  | Вилков, Николай Александрович       | старшина 1 статьи            | боцман                                           | Петропавловская военно-морская база плавбаза «Север»                                                               | 18.8.1945               | Герой Советского Союза |
| 13  | Головко, Степан Владимирович        | сержант                      | заместитель командира отделения                  | 273-я стрелковая дивизия 961-й стрелковый полк                                                                     | 04.10.1943              | Орден Ленина |
| 14  | Деев, Владимир Николаевич           | красноармеец                 | стрелок                                          | 131-я стрелковая дивизия 743-й стрелковый полк                                                                     | 29.10.1944              | Герой Советского Союза |
| 15  | Евсеев, Александр Александрович     | старший сержант              | разведчик                                        | 12-й миномётный полк                                                                                               | 13.04.1945              | Герой Советского Союза |
| 16  | Зверев, Анатолий Михайлович         | красноармеец                 | стрелок                                          | 270-я стрелковая дивизия 423-й стрелковый полк                                                                     | 26.06.1944              | Герой Советского Союза |
| 17  | Ильченко, Василий Аноприевич        | гвардии младший лейтенант    | командир взвода                                  | 31-я гвардейская стрелковая дивизия 95-й гвардейский стрелковый полк                                               | 23.06.1944              | Орден Отечественной войны I степени                                                                                                   |
| 18  | Калинин, Владимир Павлович          | лейтенант                    | командир взвода                                  | 346-я стрелковая дивизия 1164-й стрелковый полк                                                                    | 09.04.1944              | Герой Советского Союза |
| 19  | Кондрашкин, Сергей Петрович         | сержант                      | командир отделения                               | 19-я армия 77-я морская стрелковая бригада                                                                         | 15.01.1944              | Орден Отечественной войны I степени                                                                                                   |
| 20  | Кравцов, Николай Никитович          | лейтенант медицинской службы | фельдшер батареи управления                      | 42-я истребительно-противотанковая артиллерийская бригада                                                          | 15.10.1944              | Герой Советского Союза |
| 21  | Куликов, Степан Устинович           | старший сержант              | командир пулемётной роты                         | 1-я ударная армия 41-я стрелковая бригада                                                                          | 20.12.1941              | Орден Красного Знамени — 06.11.1947                                                                                                   |
| 22  | Кухаренко, Григорий Кузьмич         | гвардии старший сержант      | санинструктор                                    | 2-я гвардейская стрелковая дивизия 395-й гвардейский стрелковый полк                                               | 04.12.1942              | Орден Красной Звезды |
| 23  | Мусаев, Саадул Исаевич              | сержант                      | писарь                                           | 83-я морская стрелковая бригада 16-й отдельный стрелковый батальон                                                 | 23.11.1943              | Герой Советского Союза |
| 24  | Петухов, Николай Евгеньевич         | гвардии красноармеец         | автоматчик                                       | 51-я гвардейская танковая бригада мотострелковый батальон                                                          | 24.09.1943              | Герой Советского Союза |
| 25  | Пивоваров, Владимир Тихонович       | сержант                      | командир взвода                                  | 322-я стрелковая дивизия 1087-й стрелковый полк                                                                    | 01.10.1943              | Орден Отечественной войны I степени                                                                                                   |
| 26  | Саркисов, Армаис Асатурович         | гвардии ефрейтор             | пулемётчик                                       | 51-я гвардейская стрелковая дивизия 158-й гвардейский стрелковый полк                                              | 25.06.1944              | Герой Советского Союза |
| 27  | Скорятин, Фёдор Николаевич          | старший сержант              | командир взвода                                  | 12-я штурмовая инженерно-сапёрная бригада 57-й отдельный штурмовой инженерно-сапёрный батальон                     | 28.04.1944              | Герой Советского Союза |
| 28  | Суюнов, Кудрат                      | сержант                      | командир отделения                               | 74-я стрелковая дивизия 109-й стрелковый полк                                                                      | 12.09.1943              | Герой Советского Союза |
| 29  | Татарский, Михаил Борисович         | красноармеец                 | наводчик миномёта                                | 130-я стрелковая дивизия 371-й стрелковый полк                                                                     | 24.02.1942              | Орден Красной Звезды |
| 30  | Ходневич, Станислав Дмитриевич      | красноармеец                 | командир отделения разведки                      | 297-я стрелковая дивизия 503-й артиллерийский полк                                                                 | 14.01.1945              | Орден Отечественной войны II степени                                                                                                  |
| 31  | Халин, Анатолий Евгеньевич          | младший лейтенант            | командир роты                                    | 130-я стрелковая дивизия 528-й стрелковый полк                                                                     | 21.02.1942              | Орден Красной Звезды |

### Комментарии
1. 1 2 3  Татарстанцы — побратимы Матросова — Казанские ведомости. Дата обращения: 10 июля 2015. Архивировано 11 июля 2015 года.
2. ↑  За снегопадом не разглядеть — Дух воинский — Православное воинство — РУССКОЕ ВОСКРЕСЕНИЕ; ?>. Дата обращения: 4 августа 2015. Архивировано 4 июня 2016 года.
3. ↑  Управление образования - Публикации. Дата обращения: 4 августа 2015. Архивировано из оригинала 23 сентября 2015 года.
4. ↑  Они из плеяды бессмертных. Дата обращения: 24 июля 2015. Архивировано 24 июля 2015 года.
5. ↑  Самопожертвование рядовых Пилипенко и Тюменбаева. Дата обращения: 6 августа 2015. Архивировано из оригинала 14 сентября 2016 года.
6. ↑  Памятник погибшим в бою во время ВОВ Тюменбаеву и Пилипенко доставят в РФ. Дата обращения: 6 августа 2015. Архивировано 2 августа 2015 года.
7. ↑  Награждён приказом МВД СССР 01.04.1985 http://www.moo-kirovcy.ru/istoriya-obshhestva/istoriya-uchilishha.html Архивная копия от 20 июля 2015 на Wayback Machine
8. ↑  Арон Шнеер. Плен. Глава 4. Оценка ратного труда — боевые награды. Дата обращения: 29 июня 2011. Архивировано 29 июля 2014 года.
9. ↑  Самопожертвование рядовых Пилипенко и Тюменбаева. Дата обращения: 6 августа 2015. Архивировано из оригинала 14 сентября 2016 года.
10. ↑  Памятник погибшим в бою во время ВОВ Тюменбаеву и Пилипенко доставят в РФ. Дата обращения: 6 августа 2015. Архивировано 2 августа 2015 года.
11. ↑  Включён в список закрывших телом амбразуру у Коваленко, Сгибнев, 1980. Однако из наградных документов следует, что награждён за другой подвиг: «…бросился на ДЗОТ с гранатами, взорвав ДЗОТ вместе с собой.» См. Наградной лист в электронном банке документов «Подвиг народа» (архивные материалы ЦАМО. Ф. 33. Оп. 682524. Д. 1001. Л. 117).
12. ↑  Включён в список закрывших телом амбразуру у Коваленко, Сгибнев, 1980. Однако из наградных документов следует, что награждён за другой подвиг: «…быстро достиг вражеской траншеи, забросав гранатами ринулся в траншею, но был смертельно сражён вражеским огнём.» См. Наградной лист в электронном банке документов «Подвиг народа» (архивные материалы ЦАМО. Ф. 33. Оп. 682526. Д. 140. Л. 3).
13. ↑  Включён в список закрывших телом амбразуру у Коваленко, Сгибнев, 1980. Однако из наградных документов следует, что награждён за другой подвиг: «…стремительным броском ворвался в первую линию траншей противника, забросал их гранатами, навёл среди немцев панику и, атакуя их вдоль траншей, обратил фашистов в бегство, чем обеспечил возможность переправы через реку бойцов своей роты без потерь и дальнейшей успешной атаке своей роты и очищению первой линии траншей от немцев.» См. Наградной лист в электронном банке документов «Подвиг народа» (архивные материалы ЦАМО. Ф. 33. Оп. 793756. Д. 4. Л. 16).
14. ↑  Включён в список закрывших телом амбразуру у Коваленко, Сгибнев, 1980. Однако из наградных документов следует, что награждён за другой подвиг: «…с противотанковой гранатой бросился на танк и от пуль вражеского танка погиб смертью храбрых.» См. Наградной лист в электронном банке документов «Подвиг народа» (архивные материалы ЦАМО. Ф. 33. Оп. 690155. Д. 205. Л. 44).
15. ↑  Включён в список закрывших телом амбразуру у Коваленко, Сгибнев, 1980. Однако из наградных документов следует, что награждён за другой подвиг: «…решил пожертвовать собой, с ножом ворвался в пулеметную точку врага, зарезав гранатомётчика.» См. Наградной лист в электронном банке документов «Подвиг народа» (архивные материалы ЦВМА. Ф. 3. Оп. 1. Д. 1058. Л. 4).
16. ↑  Включён в список закрывших телом амбразуру у Коваленко, Сгибнев, 1980. Однако из наградных документов следует, что награждён за другой подвиг: «…ворвался в ДЗОТ и противотанковой гранатой уничтожил его вместе с пулемётом.» См. Наградной лист в электронном банке документов «Подвиг народа» (архивные материалы ЦАМО. Ф. 33. Оп. 690155. Д. 884. Л. 4).
17. ↑  Включён в список закрывших телом амбразуру у Коваленко, Сгибнев, 1980. Известно, что награждён за другой подвиг: «…связкой гранат подорвал преграждающую путь огневую пулемётную точку противника, при этом погиб сам» См. статьи в Википедии о Бовкуне М.К и Вавилове Г. С..
18. ↑  Включён в список закрывших телом амбразуру у Коваленко, Сгибнев, 1980. Совершил подвиг при других обстоятельствах: «…подобрался к блиндажу, держа в руках противотанковую гранату, и накрыл блиндаж, подорвав его вместе с собой.»
19. ↑  Включён в список закрывших телом амбразуру у Коваленко, Сгибнев, 1980. Однако из наградных документов следует, что награждён за другой подвиг: «…подполз вплотную к вражескому дзоту и, поднявшись во весь рост с двумя гранатами в руках, прыгнул в дзот и взорвал его вместе с находившимися в нём фашистами и двумя их пулемётами.» См. Наградной лист в электронном банке документов «Подвиг народа» (архивные материалы ЦАМО. Ф. 33. Оп. 682525. Д. 134. Л. 254).
20. ↑  Включён в список закрывших телом амбразуру у Коваленко, Сгибнев, 1980. Однако из наградных документов следует, что награждён за другой подвиг: «…под шквальным огнём противника бросился вперёд на огневую точку (ворвался в неё), заглушил огонь и уничтожил расчёт огневой точки — 4 немцев.» См. Наградной лист в электронном банке документов «Подвиг народа» (архивные материалы ЦАМО. Ф. 33. Оп. 686044. Д. 2858. Л. 101).
21. ↑  Включён в список закрывших телом амбразуру у Коваленко, Сгибнев, 1980. Однако из наградных документов следует, что награждён за другой подвиг: «…бросился с гранатами на пулемётный дот и забросал гранатами, заставил его замолчать, чем облегчил закрепление группы моряков на высоте.» См. Наградной лист в электронном банке документов «Подвиг народа» (архивные материалы ЦВМА. Ф. 3. Оп. 1. Д. 495. Л. 41).
22. ↑  Включён в список закрывших телом амбразуру у Коваленко, Сгибнев, 1980. Однако из наградных документов следует, что награждён за другой подвиг: «…Будучи смертельно раненым в голову и в живот, он успел бросить гранату и уничтожить вражескую огневую точку вместе с фашистскими пулемётчиками.» См. Наградной лист в электронном банке документов «Подвиг народа» (архивные материалы ЦАМО. Ф. 33. Оп. 686043. Д. 48. Л. 58).
23. ↑  Включён в список закрывших телом амбразуру у Коваленко, Сгибнев, 1980. Однако из наградных документов следует, что награждён за другой подвиг. См. Наградной лист в электронном банке документов «Подвиг народа» (архивные материалы ЦАМО. Ф. 33. Оп. 793756. Д. 13. Л. 187).
24. ↑  Включён в список закрывших телом амбразуру у Коваленко, Сгибнев, 1980. Однако из наградных документов следует, что награждён за другой подвиг. «…в составе группы разведчиков вступил в бой с крупными силами противника, лично уничтожил свыше 10 гитлеровцев. Был тяжело ранен и был зверски убит фашистами.» См. Наградной лист в электронном банке документов «Подвиг народа» (архивные материалы ЦАМО. Ф. 33. Оп. 793756. Д. 15. Л. 16).
25. ↑  Включён в список закрывших телом амбразуру у Коваленко, Сгибнев, 1980. Однако из наградных документов следует, что награждён за другой подвиг. «…скрытно подобравшись к траншее врага, закидал её гранатами, уничтожив 10 немецких солдат, чем способствовал переправе штурмовых отрядов полка. В этом бою погиб.» См. Наградной лист в электронном банке документов «Подвиг народа» (архивные материалы ЦАМО. Ф. 33. Оп. 793756. Д. 18. Л. 1).
26. ↑  Включён в список закрывших телом амбразуру у Коваленко, Сгибнев, 1980. Однако из наградных документов следует, что награждён за другой подвиг. «…в ходе атаки первым ворвался в траншею, вступил в рукопашную, уничтожив до 20 солдат противника. Отражая контратаку, поднял свой взвод, но был убит.» См. Наградной лист в электронном банке документов «Подвиг народа» (архивные материалы ЦАМО. Ф. 33. Оп. 793756. Д. 20. Л. 141).
27. ↑  Включён в список закрывших телом амбразуру у Коваленко, Сгибнев, 1980. Однако из наградных документов следует, что награждён за другой подвиг. «…дополз до входа в ДЗОТ и гранатами подорвал расчёт противника вместе с пулемётом, где подорвался и сам.» См. Наградной лист в электронном банке документов «Подвиг народа» (архивные материалы ЦАМО. Ф. 33. Оп. 690155. Д. 5785. Л. 26).
28. ↑  Включён в список закрывших телом амбразуру у Коваленко, Сгибнев, 1980. Однако из наградных документов следует, что награждён за другой подвиг: «…из автомата расстрелял пулемётный расчёт противника и смертельно раненый упал у амбразуры ДОТа…» См. Наградной лист в электронном банке документов «Подвиг народа» (архивные материалы ЦАМО. Ф. 33. Оп. 793756. Д. 24. Л. 129).
29. ↑  Включён в список закрывших телом амбразуру у Коваленко, Сгибнев, 1980. Однако из наградных документов следует, что награждён за другой подвиг. См. Наградной лист в электронном банке документов «Подвиг народа» (архивные материалы ЦАМО. Ф. 33. Оп. 744808. Д. 135. Л. 213).
30. ↑  Включён в список закрывших телом амбразуру у Коваленко, Сгибнев, 1980. Однако из наградных документов следует, что награждён за другой подвиг: «…подполз к пулемёту противника и гранатой вывел из строя расчёт пулемёта.» См. Наградной лист в электронном банке документов «Подвиг народа» (архивные материалы ЦАМО. Ф. 33. Оп. 682526. Д. 44. Л. 10).
31. ↑  Включён в список закрывших телом амбразуру у Коваленко, Сгибнев, 1980. Однако из наградных документов следует, что награждён за другой подвиг. «…подполз к вражескому пулемёту и забросал гранатами, в это время был смертельно ранен и сожжён струёй из огнемёта.» См. Наградной лист в электронном банке документов «Подвиг народа» (архивные материалы ЦАМО. Ф. 33. Оп. 793756. Д. 32).
32. ↑  Включён в список закрывших телом амбразуру у Коваленко, Сгибнев, 1980. Однако из наградных документов следует, что награждён за другой подвиг. «…одним из первых переправился через Днепр и принял активное участие в боях за захват и удержание плацдарма на его западном берегу.» См. Наградной лист в электронном банке документов «Подвиг народа» (архивные материалы ЦАМО. Ф. 33. Оп. 793756. Д. 37).
33. ↑  Включён в список закрывших телом амбразуру у Коваленко, Сгибнев, 1980. Однако из наградных документов следует, что награждён за другой подвиг. «…первым ворвался в село и уничтожил до 20 немцев.» См. Наградной лист в электронном банке документов «Подвиг народа» (архивные материалы ЦАМО. Ф. 33. Оп. 686044. Д. 2471. Л. 8).
34. ↑  Включён в список закрывших телом амбразуру у Коваленко, Сгибнев, 1980. Однако из наградных документов следует, что награждён за другой подвиг. «…спасая жизнь командира взвода от вражеской пули, пал смертью храбрых.» См. Наградной лист в электронном банке документов «Подвиг народа» (архивные материалы ЦАМО. Ф. 33. Оп. 793756. Д. 42. Л. 203).
35. ↑  Включён в список закрывших телом амбразуру у Коваленко, Сгибнев, 1980. Однако из наградных документов следует, что награждён за другой подвиг. «…метнул связки гранат в амбразуру. Сраженный очередью вражеского пулемёта, упал у самой амбразуры ДОТа.» См. Наградной лист в электронном банке документов «Подвиг народа» (архивные материалы ЦАМО. Ф. 33. Оп. 793756. Д. 44. Л. 128).
36. ↑  Включён в список закрывших телом амбразуру у Коваленко, Сгибнев, 1980. По имеющейся информации награждён за другой подвиг. «…спокойно и уверенно бросил гранату. Она взорвалась прямо в амбразуре, осколки то ли гранаты, то ли стенки дзота со свистом разлетелись во все стороны. Один из них угодил в голову Кудрата.» См. http://www.warheroes.ru/hero/hero.asp?Hero_id=7294 Архивная копия от 27 июля 2020 на Wayback Machine
37. ↑  Включён в список закрывших телом амбразуру у Коваленко, Сгибнев, 1980. Однако из наградных документов следует, что награждён за другой подвиг. «…разил противника метким миномётным огнём, с винтовкой в руках первым ворвался в деревню Павлово.» См. Наградной лист в электронном банке документов «Подвиг народа» (архивные материалы ЦАМО. Ф. 33. Оп. 682524. Д. 142).
38. ↑  Включён в список закрывших телом амбразуру у Коваленко, Сгибнев, 1980. Однако из наградных документов следует, что награждён за другой подвиг. «…в проведении ночного штурма в рукопашном бою с немецкими офицерами пал смертью храбрых.» См. Наградной лист в электронном банке документов «Подвиг народа» (архивные материалы ЦАМО. Ф. 33. Оп. 690306. Д. 1367).
39. ↑  Включён в список закрывших телом амбразуру у Коваленко, Сгибнев, 1980. Однако из наградных документов следует, что награждён за другой подвиг. «…сам лично атаковал и уничтожил ДЗОТ, бесстрашно повёл свою роту на врага под ураганным огнём противника. Погиб смертью героя.» См.Наградной лист в электронном банке документов «Подвиг народа» (архивные материалы ЦАМО. Ф. 33. Оп. 682524. Д. 127. Л. 153).